# Christina Wildbork
Christina Wildbork-Hansen (født 25. februar 1995) er en dansk håndboldspiller, der tidligere spillede som venstre back i København Håndbold i Damehåndboldligaen. Hun har dog droppet karrieren nu.
Wildbork har tidligere spillet for Virum-Sorgenfri HK, København Håndbold, Ajax København, Silkeborg-Voel KFUM og ganske kortvarigt for den franske klub Le Havre AC.
Udover ligahåndbold, har hun også deltaget ved en EM- og VM-slutrunde i strandhåndbold.